# Michael Hicks Beach, 2. Earl St. Aldwyn
Michael John Hicks Beach, 2. Earl St. Aldwyn PC, GBE, TD (* 9. Oktober 1912; † 29. Januar 1992) war ein britischer Peer und Politiker der Conservative Party.

## Leben und Karriere
Hicks Beach wurde am 19. Oktober 1912 als einziger Sohn von Michael Hicks Beach, Viscount Quenington geboren, der 1916 im Ersten Weltkrieg fiel und Enkel von Michael Hicks Beach, 1. Earl St. Aldwyn. Seine Mutter war Marjorie Brocklehurst, Tochter von Henry Dent Brocklehurst, sie starb ebenfalls 1916. Die Titel des Großvaters erbte er im April 1916, im Alter von 3 Jahren. Er besuchte das Eton College und kämpfte im Zweiten Weltkrieg als Major bei den 1st Royal Gloucestershire Hussars.

## Mitgliedschaft im House of Lords
Beim Tod seines Großvaters 1916 erbte er dessen Titel als 2. Earl St. Aldwyn und den damals damit verbundenen Sitz im House of Lords, den er jedoch erst mit Erreichen der Volljährigkeit einnehmen konnte. Dazu kam es, da der Vater bereits kurz zuvor verstorben war. Am 24. Juni 1964 hielt er seine Antrittsrede.
1954 wurde Hicks Beach zum Joint Parliamentary Secretary beim Ministerium für Landwirtschaft und Fischerei in der Regierung von Winston Churchill ernannt, ein Amt, das er auch unter Anthony Eden und Harold Macmillan bekleidete, das Ministerium wurde 1955 in Ministerium für Agrar, Fischerei und Ernährung umbenannt.
Er wurde 1958 von Macmillan zum Captain of the Honourable Corps of Gentlemen-at-Arms (Chief Government Whip im House of Lords) befördert. Er blieb dies auch unter Alec Douglas-Home von 1963 bis 1964. Nachdem die Konservativen 1964 ihre Mehrheit verloren hatten, war Hicks Beach Chief Opposition Whip im House of Lords von 1964 bis 1970. Als die Tories 1970 unter Edward Heath wieder an die Macht kamen, wurde Hicks Beach erneut zum Captain of the Honourable Corps of Gentlemen-at-Arms ernannt, was er bis zum Fall der Regierung 1974 blieb. Von 1969 bis 1978 war er Vizekanzler des Order of Saint John und 1978 Kanzler.
Von 1974 bis 1978 war er erneut Chief Opposition Whip in the House of Lords. Abseits von seiner politischen Karriere war er auch Justice of the Peace und Deputy Lieutenant von Gloucestershire, sowie Vice-Lord-Lieutenant von Gloucestershire von 1981 bis 1987. 1969 wurde er Mitglied des Privy Council und 1964 zum Knight Commander des Order of the British Empire ernannt. 1980 wurde er zum Knight Grand Cross desselben Ordens erhoben.

## Familie und Tod
Er heiratete am 26. Juni 1948 Diana Mary Christian (* 1915), Tochter von Henry Christian George Mills. Sie hatten drei Söhne. Er starb im Januar 1992 im Alter von 79 Jahren. Seinen Titel erbte sein ältester Sohn Michael.